# Eid Moebarak
Eid Moebarak (Perzisch عید مبارک-Urdu: عید مبارک; Arabisch: عيد مبارك) is een traditionele islamitische groet, die wordt gebruikt ter gelegenheid van het Eid al-Adha (Offerfeest) en het Eid al-Fitr (Ramadanfeest). Eid slaat op de festiviteiten zelf en Moebarak betekent gezegend. De groet betekent dus iets als Gezegend Feest.
Wanneer iemand je Eid Moebarak wenst, is het beleefd om te antwoorden met Khair Moebarak.
In de islamitische wereld bestaan ook talrijke andere begroetingsformules ter gelegenheid van deze feesten.